# Sarabande

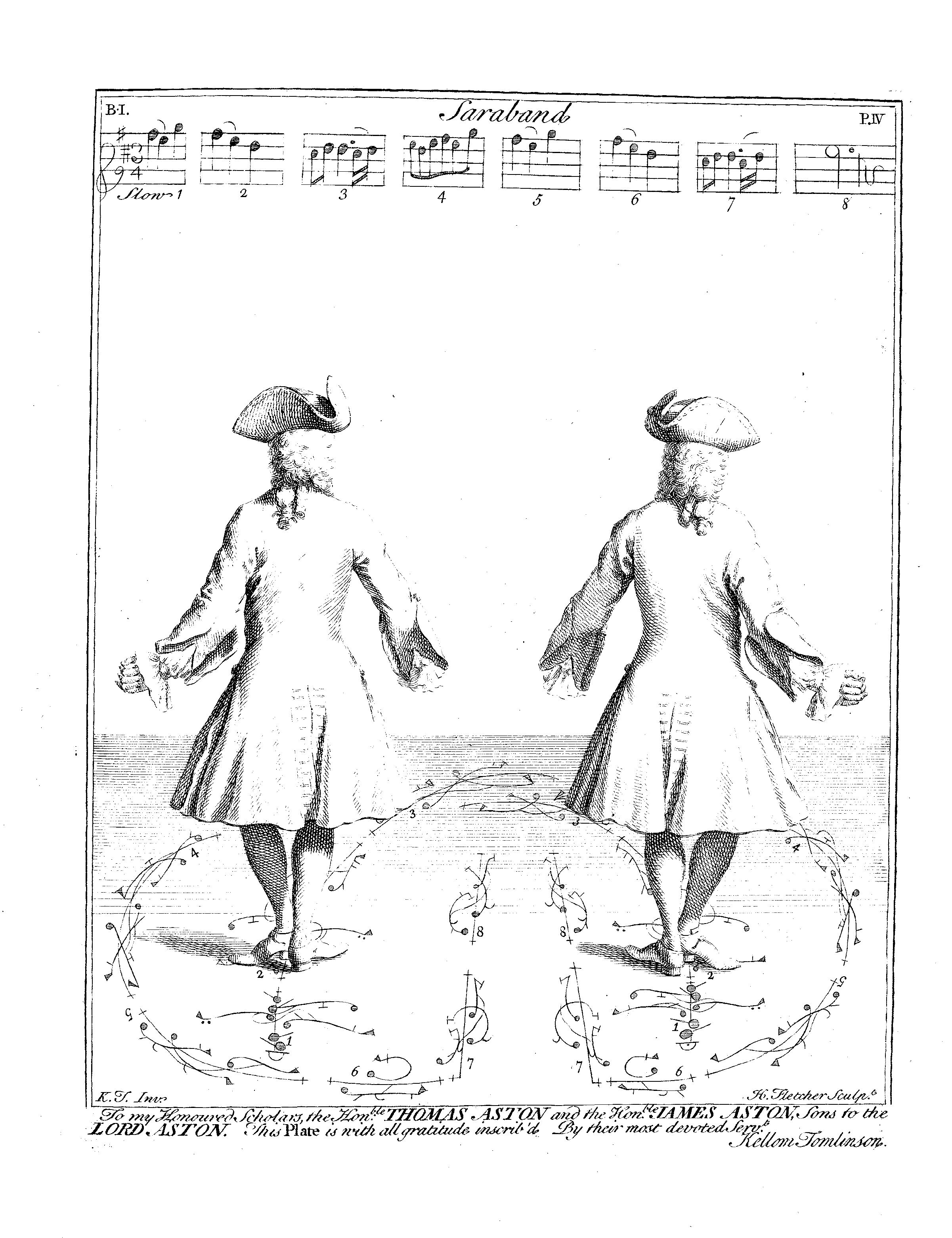
Sarabande aus Kellom Tomlinsons The Art of Dancing, 1735

Sarabande (französisch, spanisch zarabanda, italienisch sarabanda, englisch saraband) ist der Name einer beliebten Tanzform des Barock. Sie entstand als gesungener Tanz im 16. Jahrhundert in Lateinamerika und gelangte früh nach Spanien. In der ersten Hälfte des 17. Jahrhunderts entwickelten sich in Italien und Frankreich unterschiedliche Instrumentalmusikformen, zunächst basiert auf bestimmten Harmonieschemata, später auf charakteristischen Rhythmen und Tempounterschieden. In Italien, Spanien und England bevorzugte man schnellere Varianten, in Frankreich und Deutschland deutlich langsamere. Zusammen mit Allemande, Courante und Gigue war die Sarabande auch ein Bestandteil der barocken Instumentalsuite. Im späten 18. Jahrhundert kam die Sarabande aus der Mode, wurde allerdings von einigen Komponisten im 19. und 20. Jahrhundert wieder aufgegriffen.

## Geschichte
Die Etymologie des Namens Sarabande ist ebenso umstritten wie die Herkunft des Tanzes. Die frühesten schriftlichen Quellen stammen aus Panama, wo ein Gedicht von Fernando Guzmán Mexía 1539 einen Tanz namens Zarabanda erwähnt. Von 1562 stammt der Text einer çaravanda a lo divino des Spaniers Pedro de Trejo, die 1556 bei den Fronleichnamsfeiern im mexikanischen Pátzcuaro getanzt und gesungen wurde. Während eine Reihe von Autoren ihren Ursprung in Lateinamerika, andere in Spanien vermuteten, deuten aktuelle Forschungen darauf hin, dass die Zarabanda in der Musik- und Tanzkultur afrikanischer Sklaven in Lateinamerika wurzelte, sich mit spanischen und indigenen Elementen mischte und schließlich als „Singtanz mit Gitarrenbegleitung, Kastagnetten und Trommeln, der Text bestehend aus obszönen Versen“ nach Europa gelangte. 1583 wurde die Sarabanda in Spanien aufgrund ihres wilden und skandalösen Charakters verboten, dennoch wurde sie rasch sehr populär und verbreitete sich noch im 16. Jahrhundert über die Grenzen Spaniens hinaus. In der Literatur des spanischen „Goldenen Zeitalters“, z. B. bei Cervantes und Lope de Vega, ist sie in verschiedensten Formen erwähnt. Sie wurde bei religiösen Prozessionen durch die Straßen getanzt, auf Stadtplätzen oder Ballsälen, als Gruppen-, Paar- oder Solotanz.

## Musik
In Italien finden sich erste Sammlungen von instrumentalen Sarabanden für Laute oder Gitarre, z. B. in Francesco Palumbis Libro di villanelle spagnuole et italiane (um 1600) und Girolamo Montesardos Nuova inventione d’intavolatura (1606). Eine typische Eigenheit der frühen Sarabanda war das Harmonieschema I – IV – I – V. Im frühen 17. Jahrhundert bildeten sich mehrere Typen heraus: In Spanien und Italien war die Zarabanda als lebhafter Singtanz mit ostinatem Bass üblich. In Italien existierte ferner eine etwas weniger schnelle Instrumentalform, bei der um die Mitte des 17. Jahrhunderts der ostinate Bass aufgegeben wurde bei gleichzeitig stärkerer Betonung des Rhythmus. In Frankreich etablierte sich hingegen eine textlose Sarabandenform mit zwei oder mehr wiederholten Teilen unterschiedlicher Länge. Im Laufe des Jahrhunderts verlangsamte sich ihr Tempo dabei deutlich.
Nach Rainer Gstrein lässt sich die musikalische Charakteristik der Sarabande ab der Mitte des 17. Jahrhunderts im Wesentlichen über den Rhythmus definieren: In den französischen Quellen finden sich mehrere verschiedene rhythmische Grundmuster, insbesondere (Typ I) eine durchgehende Betonung des 1. Taktteils, (Typ II) eine Betonung des 2. Taktteils und (Typ III) eine alternierende Betonung des ersten und zweiten Taktteils. Daneben konstatiert er einen Typ (Typ IV) im Rhythmus Viertel – Achtel – Achtel – Viertel sowie (Typ V) einem im "style brisé". Im späten 17. Jahrhundert kommt in Italien, z. B. bei Corelli, noch ein Typ mit Läufen zumeist im Bass dazu (Typ VI).
Unter J. S. Bach erlebte die Sarabande einen Höhepunkt. Bach komponierte etwa 40 Sarabanden unter anderem im Rahmen seiner Suiten für Tasteninstrumente wie z. B. der Französischen und Englischen Suiten und der Partiten.
Danach geriet die Sarabande zunächst in Vergessenheit, bis sie im 19. und 20. Jahrhundert, wie andere barocke Tanzformen, wieder an Popularität gewann; so zum Beispiel durch Erik Satie (3 Sarabanden, 1887) und Claude Debussy (in Pour le piano, 1901 und Images, 1905).

## Tanz
Bereits 1608 tauchte die Sarabande als choreographierter Schautanz im französischen Hofballet Ballet de Dieux Marins auf. In den nächsten Jahrzehnten diente sie häufig der satirischen Darstellung eines negativen Spanienbilds und spiegelte dabei nach Hannelore Unfried die politischen Konflikte beider Nationen wider. Erst um 1670 erfuhr die Sarabande eine allgemeine Aufwertung und wurde nun als „grave“, „lente“ und „serieuse“ charakterisiert. Der Jesuitenpater François-Antoine Pomey gibt in seinem weit verbreiteten Dictionnaire Royal Augmenté (1671) eine ausführliche und viel zitierte Beschreibung einer Sarabande für einen Tänzer, die allerdings, wie Rose A. Pruiksma nachwies, auf dem Roman Almahide, ou l'esclave reine von George de Scudery (1661) beruht. Im Roman wird die Sarabande von einer maurischen Frau getanzt.
Erste schemenhafte Instruktionen zur tänzerischen Ausführung der Sarabande enthält ein kurzes Traktat zur Ausführung des neu in Deutschland aufgekommenen französischen Tanzstils von 1659. Der Autor, Johann Georg Pasch, vermittelt hier mit drei Sarabanden, zwei Couranten und einer Branle, die er nur in kurzen, wohl den Takten entsprechenden verbalen Schrittauflistungen beschreibt, den neuen Tanzstil. Hubert Hazebroucq sieht hier Parallelen zu den nach 1700 überlieferten "vielles danses", also "alten Tänzen", wie dem Tanz la Duchesse, der sich in den 1660er Jahren in französischen und englischen Quellen findet und als Tanzsuite auch eine Sarabande an zweiter Stelle enthält. 1697 fand die Sarabande Eingang in die Tanzsuite La Bourgogne von Louis-Guillaume Pécour, die 1700 von Raoul-Auger Feuillet veröffentlicht wurde (Hazebroucq sieht hier eine Bezugnahme auf das Vorbild der Duchesse). Die Sarabande wurde auch häufig in Balletten und Opern u. a. von Lully, Campra, Destouches und Rameau, eingesetzt. In der Beauchamp-Feuillet-Notation sind uns etwa zwei dutzend Sarabande-Choreographien für eine Person oder ein Paar erhalten geblieben.
In der zweiten Hälfte des 18. Jahrhunderts geriet die Sarabande außer Gebrauch. Gennaro Magri beschreibt 1779 zwar noch einen Passo in Sarabonda, den er als einen Pas de Gaillarde im langsamen Dreiertakt charakterisiert, Sarabande-Choreographien sind aus dieser Zeit aber nicht mehr überliefert.

## Neuzeitliche Verwendung
- Ingmar Bergmans letzter Film Saraband (2003) verwendet eine Sarabande aus Johann Sebastian Bachs fünfter Cello-Suite als Titelmusik; der gleiche Satz war zuvor bereits in Schreie und Flüstern (1972) verwendet worden. Auch die Titelmusik zu seinem Film Wie in einem Spiegel (1960/61) ist eine Sarabande, hier aus Bachs zweiter Cello-Suite.[17]
- Der Cellist Yo-Yo Ma und der kanadisch-armenische Regisseur Atom Egoyan benannten 1997 einen Fernsehbeitrag zu Bachs vierter Cello-Suite (im Rahmen der sechsteiligen Reihe Inspired by Bach) Sarabande.
- Die Sarabande aus der Cembalo-Suite Nr. 4 in d-moll von Georg Friedrich Händel (HWV 437) aus dem Jahr 1733 ist mehrfach als Filmmusik verwendet worden, unter anderem in Barry Lyndon von Stanley Kubrick.[18]
- Der Musiker Jon Lord hat 1975 unter diesem Namen ein Album aufgenommen.